# The Open Championship 2004
De 133ste editie van het Open Championship was de derde major van het golfseizoen 2004. Het Open werd van 15 t/m 18 juli 2004 in Schotland gespeeld op de beroemde Royal Troon Golf Club.
Het toernooi eindigde in een 4-holes play-off tussen Todd Hamilton en Ernie Els. Hamilton won zijn eerste en enige major.

De beste amateur was Stuart Wilson, die tien jaar later captain was van het Europese team van de Junior Ryder Cup.
|    | Speler         | Score           | Score | Prijzengeld (£) |
| -- | -------------- | --------------- | ----- | --------------- |
| T1 | Todd Hamilton  | 71-67-67-69=274 | −10   | Play-off        |
| T1 | Ernie Els      | 69-69-68-68=274 | −10   | Play-off        |
| 3  | Phil Mickelson | 73-66-68-68=275 | −9    | 275.000         |
| 4  | Lee Westwood   | 72-71-68-67=278 | −6    | 210.000         |
| T5 | Thomas Levet   | 66-70-71-72=279 | −5    | 159.500         |
| T5 | Davis Love III | 72-69-71-67=279 | −5    | 159.500         |
| T7 | Retief Goosen  | 69-70-68-73=280 | −4    | 117.500         |
| T7 | Scott Verplank | 69-70-70-71=280 | −4    | 117.500         |
| T9 | Mike Weir      | 71-68-71-71=281 | −3    | 89.500          |
| T9 | Tiger Woods    | 70-71-68-72=281 | −3    | 89.500          |

Nicolas Colsaerts, Maarten Lafeber en Rolf Muntz kwalificeerden zich niet voor de laatste twee rondes.

Vanaf 1970:
1970 ·
1971 ·
1972 ·
1973 ·
1974 ·
1975 ·
1976 ·
1977 ·
1978 ·
1979 ·
1980 ·
1981 ·
1982 ·
1983 ·
1984 ·
1985 ·
1986 ·
1987 ·
1988 ·
1989 ·
1990 ·
1991 ·
1992 ·
1993 ·
1994 ·
1995 ·
1996 ·
1997 ·
1998 ·
1999 ·
2000 ·
2001 ·
2002 ·
2003 ·
2004 ·
2005 ·
2006 ·
2007 ·
2008 ·
2009 ·
2010 ·
2011 ·
2012 ·
2013 ·
2014 ·
2015 ·
2016 ·
2017 ·
2018 ·
2019 ·
2020